# 7162 Sidwell
A 7162 Sidwell (ideiglenes jelöléssel 1982 VB1) a Naprendszer kisbolygóövében található aszteroida. Edward L. G. Bowell fedezte fel 1982. november 15-én.